# Vlag van Staphorst

vlag van de gemeente Staphorst

De vlag van Staphorst is op 27 februari 1962 door de gemeenteraad van de Overijsselse gemeente Staphorst aangenomen als gemeentevlag. Hij wordt als volgt beschreven:
Een vlag, waarvan de lengte zich verhoudt tot de hoogte als 3:2, zal zijn blauw van kleur, zowel boven als onder afgesloten door een gele baan ter hoogte van drie zestiende gedeelte van de vlaghoogte. Op een vierde van de lengte, gemeten van de broekzijde zal de vlag in het blauwe veld vertonen de wapenfiguur der gemeente in geel, zijnde drie samengevoegde torens geopend van zwart, de middelste torenspits eindigende in een kruis, de beide buitenste in een van de broekzijde af uitwaaiende vlag.
De vlag heeft een hoogte-breedteverhouding van 2:3 en heeft drie banen in geel, blauw en geel, met hoogteverhouding 3:10:3; met aan de broekingzijde op de blauwe baan drie met elkaar verbonden gele torens met zwarte openingen en op de spitsen een vlag, een kruis en een vlag, alle in geel. 
De tekening en de kleuren zijn afgeleid van het gemeentewapen.

## Verwante afbeelding

Wapen van Staphorst

Almelo 
· Borne 
· Dalfsen 
· Deventer 
· Dinkelland 
· Enschede 
· Haaksbergen 
· Hardenberg 
· Hellendoorn 
· Hengelo 
· Hof van Twente 
· Kampen 
· Losser 
· Oldenzaal 
· Olst-Wijhe 
· Ommen 
· Raalte 
· Rijssen-Holten 
· Staphorst 
· Steenwijkerland 
· Tubbergen 
· Twenterand 
· Wierden 
· Zwartewaterland 
· Zwolle